# Витни (Тексас)
Витни (енгл. Whitney) град је у америчкој савезној држави Тексас. По попису становништва из 2010. у њему је живело 2.087 становника.

## Демографија
Према попису становништва из 2010. у граду је живело 2.087 становника, што је 254 (13,9%) становника више него 2000. године.
| Група             | 2000.         | 2010.         |
| Белци             | 1.510 (82,4%) | 1.620 (77,6%) |
| Афроамериканци    | 130 (7,1%)    | 142 (6,8%)    |
| Азијати           | 3 (0,2%)      | 5 (0,2%)      |
| Хиспаноамериканци | 170 (9,3%)    | 282 (13,5%)   |
| Укупно            | 1.833         | 2.087         |